# Alice Harnoncourt
Alice Harnoncourt (geborene Hoffelner; * 26. September 1930 in Wien; † 20. Juli 2022 in St. Georgen im Attergau) war eine österreichische Violinistin, Pionierin der historischen Aufführungspraxis und Mit-Gründerin und erste und langjährige Konzertmeisterin des Concentus Musicus Wien.

## Leben und Wirken

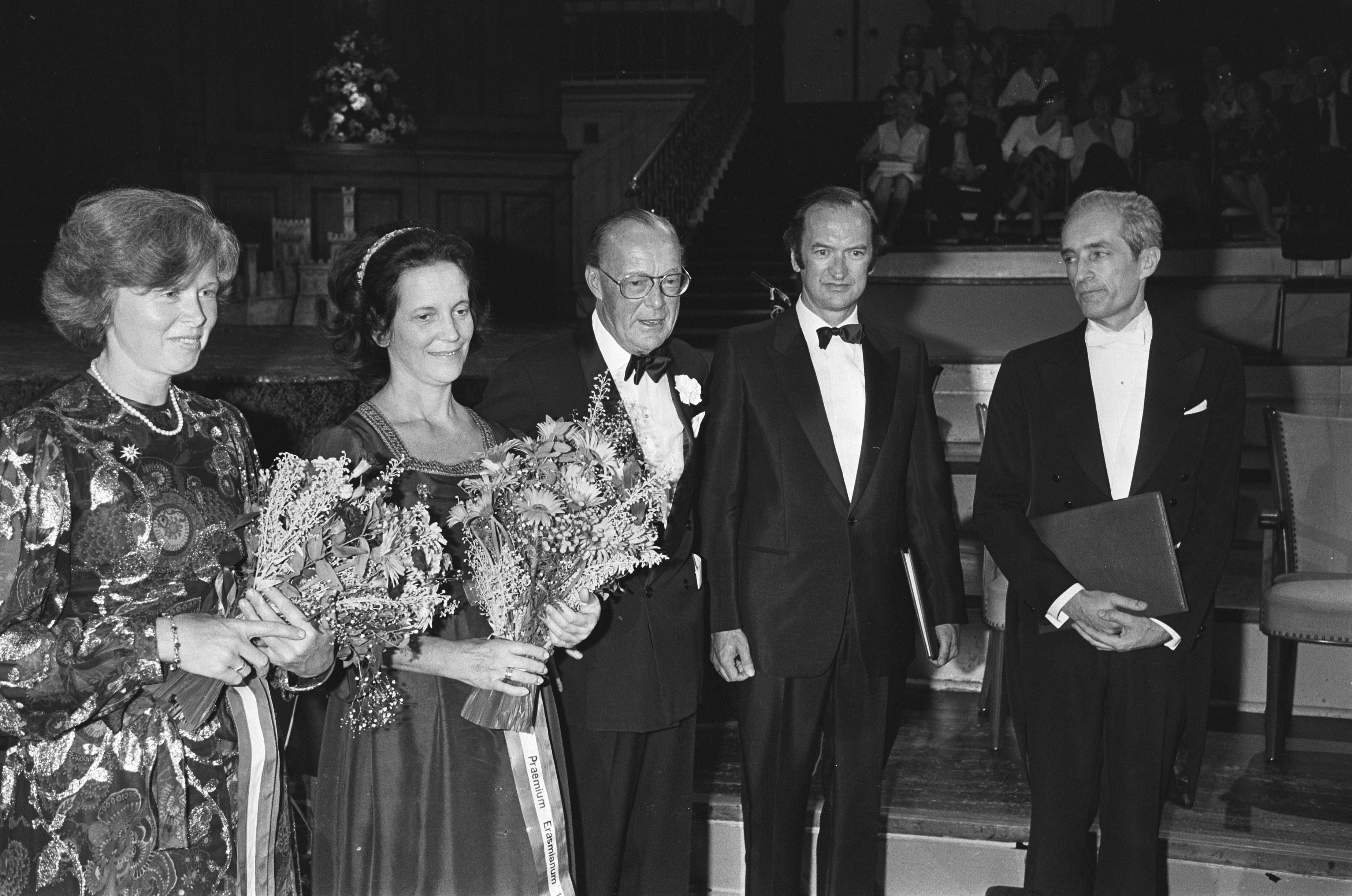
Alice Harnoncourt (links) mit Marie Leonhardt, Prinz Bernhard der Niederlande, Nikolaus Harnoncourt und Gustav Leonhardt, 1980

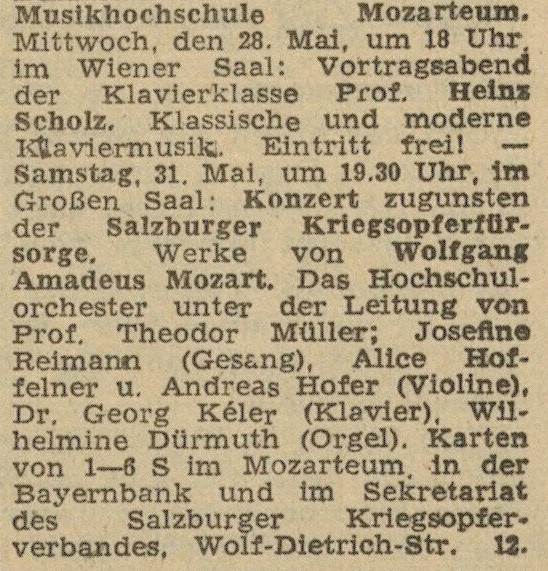
Ankündigung von Alice Hoffelners Auftritt am 31. Mai 1947 im Mozarteum

Alice Harnoncourt stammte aus einem modernen, bildungshungrigen Elternhaus. Der Vater war Graphologe, die Mutter Übersetzerin und Journalistin. Sie studierte Violine bei Ernst Moravec und Gottfried Feist an der Wiener Musikakademie, bei Jacques Thibaud in Paris und bei Tibor Varga in London sowie auch Klavier. Ihr erster in der Presse erwähnter Auftritt fand am 31. Mai 1947 im Großen Saal der Musikhochschule Mozarteum im Rahmen eines Konzertes zugunsten der Salzburger Kriegsopferfürsorge statt: „Als ein Musterbeispiel hoher Lehrerfolge erwies sich Alice Hoffelner mit der Wiedergabe des Violinkonzertes [von Mozart] in D-dur.“
Während des Studiums lernte sie Nikolaus Harnoncourt kennen, den sie im Juni 1953 heiratete. Der Unterricht in Aufführungspraxis bei Josef Mertin (1904–1998) machte beide auf die historische Aufführungspraxis in der Alten Musik aufmerksam. 1949 gründeten Nikolaus und Alice Harnoncourt (damals noch Hoffelner) zusammen mit weiteren Musikern ein Ensemble für Alte Musik, das Wiener Gamben-Quartett, das auch öffentlich auftrat.
Nach weiterem mehrjährigem forschendem Musizieren und Experimentieren auf historischen Musikinstrumenten im privaten Kreis gründeten die beiden 1953 mit einigen anderen Musikern den Concentus Musicus Wien. Während Nikolaus Harnoncourt als künstlerischer Leiter und Dirigent fungierte, hatte die Violinistin Alice Harnoncourt die zweitwichtigste Funktion als Konzertmeisterin inne, über 32 Jahre von 1953 bis 1985. Danach spielte sie 30 Jahre, von 1985 bis 2015, neben Erich Höbarth die zweite erste Geige am ersten Pult. Sie prägte das Ensemble maßgeblich mit und war von 1953 bis 2015 an fast allen Konzerten und Aufnahmen maßgeblich beteiligt. Bis 1968 spielte sie eine Violine aus dem Jahre 1658 von Jakob Stainer, seither ein Instrument des Absamer Meisters von 1665. Außerdem spielte sie Pardessus de viole (die kleinste Form der Gambe) ein Instrument von Louis Guersan, Viola, Viola d’amore und Violino piccolo von Marian Pez.
Über ihre Arbeit als Violinistin schrieb die Frankfurter Allgemeine Zeitung:

„Alice Harnoncourt hat als Sologeigerin Epoche gemacht.“

Der ihr als Konzertmeister nachfolgende Erich Höbarth äußerte 2008 in einem Interview, „Alice hätte diese Aufgabe noch ohne weiteres fortführen können, hat sich aber so entschieden“. Sie sei außerdem im Concentus nicht nur als Violinistin, sondern auch als musikalische Assistentin des Dirigenten tätig, und kümmere sich zudem „um sämtliche Verbindungen zur Außenwelt“, und „wenn sie nicht mehr im Concentus spielen würde, das wäre eigentlich nicht denkbar.“ Auf die Frage des Magazins Concerti, wie sie als Konzertmeisterin und später als Zweite am ersten Pult in die interpretatorischen Fragen des Musizierens eingebunden gewesen sei, antwortete Alice Harnoncourt 2021:

„Sehr stark. Ich habe das komplette Stimmenmaterial eingerichtet und für jeden Musiker die Striche, Atemzeichen und andere praktische Anmerkungen eingefügt, damit wir effektiver proben konnten. (…) Wir befanden uns im ständigen Austausch.“

Harnoncourt war nicht nur Konzertmeisterin und Violinistin, sondern auch „Ansprechpartnerin in Aufführungs-Fragen“, „Bearbeiterin ungezählter Notentexte“ erledigte zudem Büro- und Organisationsarbeit und war über lange Zeit die Managerin des Ensembles.
Zu einer Zeit, als die meisten Orchester noch keine Musikerinnen aufnahmen, war Alice Harnoncourt Österreichs erste Konzertmeisterin und damit Pionierin und Vorbild für die zunehmende Präsenz von Musikerinnen. Sie selbst beschrieb die damalige Situation so, dass Frauen damals „höchstens in das Radio Symphonie Orchester rein (kamen), keine Philharmoniker und keine Symphoniker, nur dort, wo man nicht gesehen wird.“
Neben dem Concentus Musicus spielte sie auch im Orchester des Opernhauses Zürich in den von Nikolaus Harnoncourt dirigierten Opern-Projekten. Des Weiteren spielte sie in Gustav Leonhardts Leonhardt Baroque Ensemble und dem Nachfolge-Ensemble Leonhardt-Consort und wirkte in Aufnahmen mit, beispielsweise in Elizabethan and Jacobean Music mit dem Countertenor Alfred Deller.
Von Alice Harnoncourt stammen viele Pionier-Aufnahmen von Werken Alter Musik. Sie spielte unter anderem sämtliche Violinkonzerte von Johann Sebastian Bach, Antonio Vivaldis Le quattro stagioni, Violinkonzerte von Händel, Streichquartette von Haydn, Werke von Fux, Biber, Schmelzer, Senfl, Josquin und vielen anderen sowie in Opern u. a. von Monteverdi und Mozart ein.
Nach dem Tod Nikolaus Harnoncourts bearbeitete Alice Harnoncourt seit Anfang 2016 die Archive des Concentus Musicus und gab Bücher heraus mit zuvor unveröffentlichten seiner Texte, Notizen und Erinnerungen. 2022 präsentierte und kommentierte sie beim Österreichischen Rundfunk, gemeinsam mit der Redakteurin Judith Hoffmann, in einer 10-teiligen Podcast-Reihe wieder aufgetauchte Mitschnitte seiner Vorträge.

### Privates
Alice Harnoncourt war von 1953 bis zu dessen Tod 2016 mit dem Dirigenten Nikolaus Harnoncourt verheiratet. Zwischen 1954 und 1961 bekamen sie vier Kinder, die Opern- und Konzertsängerin Elisabeth von Magnus, den Regisseur, Dramatiker und Lichtgestalter Philipp Harnoncourt, den Schauspieler Eberhard Harnoncourt (1957–1990) und den Mediziner Franz Harnoncourt.
Über ihre Mehrfachbelastung als Musikerin, Managerin und Mutter von vier Kindern sagte sie 2016: „Irgendwie habe ich es doch geschafft, Familie und Beruf unter einen Hut zu kriegen, obwohl ich heute nicht mehr weiß, wie“, und berichtet, dass sie in den ersten 15 Jahren in Wien noch die „Wäsche von Hand auswringen“ musste, da es damals noch keine Waschmaschine gab. In der Anfangszeit des Concentus’ war sie als Konzertmeisterin die einzige Frau im Ensemble, was Aufsehen erregte und als Vorbild andere Musikerinnen ermutigte, während die männlichen Kollegen „etwas bestürzt“ gewesen seien. Andererseits schildert sie auch: „Sie waren sogar stolz auf mich, ich war für das Ensemble eine Art Aushängeschild.“ Alice Harnoncourt wohnte in St. Georgen im Attergau.

## Auszeichnungen
Alice Harnoncourt wurde für ihre Arbeit mehrfach ausgezeichnet. So war sie Trägerin des Goldenen Ehrenzeichens für Verdienste um das Land Wien und des Großen Goldenen Ehrenzeichens des Landes Steiermark und mit Nikolaus Harnoncourt und dem Concentus Musicus Mit-Preisträgerin zahlreicher Auszeichnungen, zum Beispiel des Echo Klassik. Im April 2023 wurde der Platz vor der Anton Bruckner Privatuniversität anlässlich der Gründung des Nikolaus-Harnoncourt-Zentrums auf Initiative des Rektors Martin Rummel in „Alice-Harnoncourt-Platz“ umbenannt.

## Diskografie (Auswahl)
- John Dowland, Thomas Morley, John Jenkins, Thomas Campian: Elizabethan And Jacobean Music. 1954.[40]
- Isaak, Brumel, Senfl, Fink, Compère, Josquin, Obrecht: Instrumentalmusik Am Hofe Maximilians I. 1961.
- Fux, Biber, Schmelzer, Legrenzi: Music At The Court Of Leopold I. 1966.
- Johann Sebastian Bach: Violinkonzerte. 1967.
- Antonio Vivaldi: Concerti a cinque, a quattro, a tre 1705–1720. 1968.
- Claudio Monteverdi: Il Ritorno d’Ulisse In Patria (Dramma in Musica). 1974.
- Johann Sebastian Bach: Kammermusik Vol. 1 und 2. 1975/1976.
- Antonio Vivaldi: The four seasons. 1977.
- Georg Philipp Telemann: 10 Triosonaten, 1978
- Johann Sebastian Bach: Violinkonzerte. 1982.
- Violine, Violino piccolo. 1982.
- Johann Sebastian Bach: Violinkonzerte BWV 1041–1043. 1984.
- Georg Friedrich Händel: Händel-Edition. 1984.
- Johann Sebastian Bach: Bach-Edition Teil: Vol. 10., Violinkonzerte. 1984.
- Wolfgang Amadeus Mozart: Sämtliche Orgelwerke. 1987.
- Doppelkonzerte. 1988.
- Antonio Vivaldi: Le quattro stagioni. 1993.
- Georg Philipp Telemann: Trio sonatas & quartets. 1995.
- Musik im Gespräch, Begegnung mit Alice und Nikolaus Harnoncourt. 2006.
- Johann Sebastian Bach: Brandenburgische Konzerte. 2009.[41][42][43][44]
- Bach: Violinconcerti. 2021.[45]

## Publikationen (Auswahl)
- Alice Harnoncourt (Hrsg.), Nikolaus Harnoncourt: Wir sind eine Entdeckergemeinschaft – Aufzeichnungen zur Entstehung des Concentus Musicus. Salzburg 2017, ISBN 978-3-7017-3428-3.
- Alice Harnoncourt (Hrsg.), Nikolaus Harnoncourt: Meine Familie. Salzburg 2018, ISBN 978-3-7017-3465-8.
- Alice Harnoncourt (Hrsg.), Nikolaus Harnoncourt: Über Musik – Mozart und die Werkzeuge des Affen. Salzburg 2020, ISBN 978-3-7017-3508-2.[46]